# 修善寺虹之鄉
修善寺虹之鄉（日语：修善寺虹の郷）是位於日本靜岡縣伊豆市的主題樂園，於1990年4月1日開園，佔地面積約500,000平方公尺。
遊樂園位於山麓，距離位於伊豆半島的的修善寺溫泉約1.5公里，園內設施和花園以英國村莊和加拿大村莊風格為主題。其中園區兩大特色為兩個主題村莊之間鋪設的小型鐵路、以及一年四季不同樣貌的花海。

## 沿革
園區的前身是「修善寺公園（修善寺公園）」，於西元1924年（大正13年）開始陸續種植楓樹及紅松，以作為修善寺町町組織的紀念項目。
1967年（昭和42年），園區重新裝修，加上民間私有的梅林成為「修善寺自然公園（修善寺自然公園）」。
1978年（昭和53年），石楠花森林期間限定開放。
1988年（昭和63年），以北伊豆地震損毀的池塘遺址改建的菖蒲花園完工，更名為日本庭園。
1987年（昭和62年），為增加遊客數，園區開始進行設施擴建的建設工程。
1989年（平成元年）11月，園區利用公開招募方式收集名稱。12月6日，修善寺町的財團法人修善寺町振興公社（今「財團法人伊豆市振興公社」）獲得靜岡縣政府的許可，開始進行園區的建設。
1990年（平成2年）4月1日，以「修善寺虹之鄉（修善寺虹の郷）」之名開園。
2018年（平成38年）11月29日，原管理單位以營運困難等理由，宣布將於2019年3月底退出該園區之營運，並同時公開招募的營運單位，此外公社亦說明若招募情況不佳、不排除有關閉整個園區並於同年4月後結束營運等可能性。
2019年（平成31年）3月13日，伊豆市振興公社宣布將從同年4月開始，由公司設於東京都的SHiDAX DAISHINTO HUMAN SERVICE接手園區營運。並於4月27日開始重新試營運、9月正式營運。

## 園內設施
以下設施名稱以官方中文地圖標示為主。
英國村
這是一組在園區內模仿中英格蘭小鎮的區域。其中有有蒐集各式英國古董玩具的玩具博物館、鐵路博物館和咖啡館。偶爾也有街頭藝人會在露天舞台進行演出。村莊內的商店也會販賣來自英國的進口商品。
加拿大村
村莊主要是參考伊豆市的姊妹城市－納爾遜市。裡面有來自加拿大的餐館和進口商品，以及羅姆尼鐵道的尼爾森站。
童話花園
一座可以一年四季享受到鮮花的西式花園。內部有種滿玫瑰花的「王子的玫瑰屋」、佈滿100種品種共2300朵玫瑰的「皇家玫瑰園」、以及兩間大型溫室花園。
印第安寨
森林之中穿插了大型攀登架以及溜滑梯，其滑道長度最長約100公尺。後方有一個大型的開放式草坪區。
日本庭園
庭園中可以看見日本常見的花，如多花紫藤、繡球花、花菖蒲、杜鵑花等，庭園中心的池塘上還有一座木橋造景。在這個花園裡，有一座以旅館改建而成的夏目漱石紀念館。
匠之村
村莊內有著一排的日式風格建築，為精熟陶器和友禪染等傳統技藝的師傅們工作的地方。除了工藝品販賣之外，遊客也可以在此體驗陶藝、傳統造紙、自然工藝等等簡易的手工藝活動。此外還有富永一朗忍者漫畫館、傳統民生用品展示館，以及從岐阜縣舊德山村移運過來的茅草屋。
伊豆村
為園區內日式紀念品商店和小吃店的設置處，可以在這邊購買到伊豆的在地特產。
其他設施
園區內有著自園區開設前保存至今的1000棵楓樹，且有秋季賞楓活動。

## 園內交通
羅慕尼鐵道
這條連接英國村和加拿大村的車站的火車路線，由英國Romney, Hythe & Dymchurch Railway和Ravenglass and Eskdale鐵路公司所協助建造，總長約2.4公里。採用英國製造的五台迷你SL柴油機車，軌距為15英寸（381毫米）。
羅慕尼公車
這是一條運行於英國村、加拿大村、匠之村、日本庭園間的遊園巴士路線，由一台舊型巴士在園區內低速行駛。

## 主要活動
- 鳶尾花祭[8]
- 七夕祭典
- 虹之鄉的暑假
- 菊花祭
- 點亮楓葉林[11]
- 聖誕節的燈飾

## 營業時間
- 4月~9月 : 9:00~17:00（最後入園時間 16:00）
- 10月~12月上旬 : 9:00~16:00（最後入園時間 15:00）
- 12月上旬~2月 : 10:00~16:00（最後入園時間 15:00）
- 3月 : 9:00~16:00（最後入園時間 15:00）

## 費用

### 入場費
個人票
- 成人（國中以上）：1200元日幣
- 幼童（四歲以上）：600元日幣

團體票
- 成人
  - 15人~29人團體：每人1000元日幣
  - 30人~49人團體：每人900元日幣
  - 50人以上團體：每人800元日幣
- 幼童
  - 15人~29人團體：每人500元日幣
  - 30人~49人團體：每人450元日幣
  - 50人以上團體：每人400元日幣

愛心票
- 成人：800元日幣
  - 15人以上團體：每人700元日幣
- 小孩：400元日幣
  - 15人以上團體：每人350元日幣

### 停車費
- 汽車：300日幣
- 機車：100日幣
- 大型巴士：800日幣
- 小型巴士：600日幣

## 交通方式
大眾交通工具
JR三島站轉乘伊豆箱根鐵道，於修善寺站下車。出站後轉搭往虹之鄉的路線(六號線)搭乘約15分鐘。
自行開車
經東名高速公路的沼津交流道轉至伊豆縦貫自動車道的修善寺交流道下，行車約33.8公里。

## 外部連結
- 修善寺虹之鄉官方網站 （页面存档备份，存于）
- 修善寺虹之鄉的Facebook專頁
- 修善寺虹之鄉的X（前Twitter）